# Новояушево (Мечетлінський район)
Новояу́шево (рос. Новояушево, башк. Яңы Яуыш) — присілок у складі Мечетлінського району Башкортостану, Росія. Адміністративний центр Новояушевської сільської ради.
Населення — 550 осіб (2010; 531 в 2002).
Національний склад:
- башкири — 99 %